# 二苯并对二𫫇英
二苯并对二噁英是一种通过两个氧原子连接两个苯环的稠杂环化合物。它具有脂溶性，能在环境中稳定存在，并富集于生物体内。

## 衍生物
二苯并对二噁英的多氯代物毒性特别高，LD50为0.6μg/kg，其中以2,3,7,8-四氯-二苯并对二噁英毒性最大。

2,3,7,8-四氯-二苯并对二噁英